# Saljut 6 EO-2
Saljut 6 EO-2 war die Bezeichnung für den zweiten Langzeitaufenthalt an Bord der sowjetischen Raumstation Saljut 6. Die beiden Kosmonauten Kowaljonok und Iwantschenkow starteten mit Sojus 29 und kehrten mit Sojus 31 zur Erde zurück.

## Besatzung
Die Mannschaft bestand aus dem Kommandanten Wladimir Kowaljonok und dem Bordingenieur Alexander Iwantschenkow. Man hatte einen Militärpiloten mit einem Ingenieur von NPO Energija zusammengestellt. Kowaljonok und Iwantschenkow waren zuvor die Ersatzmannschaft für die erste Langzeitbesatzung von Saljut 6 (Sojus 26) sowie für Sojus 27, eine Kurzzeit-Besuchsmission. Seinen ersten Raumflug hatte Kowaljonok erst acht Monate zuvor durchgeführt, als er zusammen mit Waleri Rjumin mit Sojus 25 vergeblich versucht hatte, an Saljut 6 anzukoppeln.
Als Ersatzmannschaft wurden Wladimir Ljachow als Kommandant und Waleri Rjumin als Bordingenieur eingeteilt. Dies war für Ljachow die erste Nominierung für einen Raumflug, während Rjumin zuvor mit Sojus 25 im All war. Die Unterstützungsmannschaft bestand aus Leonid Popow und Walentin Lebedew.

## Zustand der Raumstation
Die Raumstation war von der ersten Langzeitbesatzung Saljut 6 EO-1 am 16. März 1978 verlassen worden, nachdem sie etwa drei Monate an Bord verbracht hatte. Verbrauchsgüter und Treibstoff waren Ende Januar mit dem Frachter Progress 1 nachgeliefert worden.

## Missionsverlauf

### Start und Kopplung
Sojus 29 startete am 15. Juni 1978 vom Kosmodrom Baikonur mit Kowaljonok und Iwantschenkow an Bord. Am Tag darauf koppelten sie an die Raumstation Saljut 6. Dabei benutzten sie den vorderen der beiden Kopplungsstutzen.
In der ersten Woche waren die beiden Kosmonauten hauptsächlich damit beschäftigt, die Station wieder in Betrieb zu nehmen, nachdem sie drei Monate unbemannt im All gewesen war.

### Erster Besuch: Sojus 30
Die erste Besuchsmannschaft koppelte mit Sojus 30 am 28. Juni 1978 am hinteren Kopplungsstutzen an. An Bord waren Kommandant Pjotr Klimuk bei seinem dritten Raumflug, sowie der polnische Forschungskosmonaut Mirosław Hermaszewski.
Eine Woche arbeitete man zu viert in Saljut 6, bis die Sojus-30-Mannschaft am 5. Juli 1978 wieder abkoppelte zur Erde zurückkehrte.

### Progress-Frachter und Ausstieg
Am 9. Juli 1978, um 12:58:59 koppelte der unbemannte Raumfrachter Progress 2 an den hinteren Kopplungsstutzen der Raumstation an. Die beiden Kosmonauten entluden Lebensmittel und Ausrüstung, unter anderem das Experiment Kristall.
Das Umpumpen von Treibstoff vom Progress-Frachter in die Tanks der Saljut erfolgte ferngesteuert durch die Bodenstation.
Am 29. Juli 1978 stand ein Außenbordeinsatz auf dem Programm, bei dem einige Experimente an der Außenseite der Raumstation eingesammelt werden mussten. Wie üblich waren beide Kosmonauten daran beteiligt. Dieser Einsatz dauerte 2 Stunden und 5 Minuten. Anschließend wurde die Luft der Saljut 6 wieder aus den Tanks von Progress 2 aufgefüllt.
Der Raumfrachter wurde mit Müll befüllt und am 2. August abgekoppelt. Zwei Tage später wurde Progress 2 gezielt zum Absturz gebracht.
Der nächste Versorgungsschiff, Progress 3 koppelte bereits am 9. August 1978 an. Wieder wurden Verbrauchsgüter und Ausrüstung umgeladen, sowie Treibstoff umgepumpt. Die Abkopplung erfolgte am 21. August, zwei Tage später verglühte der Frachter wie geplant in der Erdatmosphäre.

### Zweiter Besuch: Sojus 31
Das Ankoppeln der zweiten Besuchsmannschaft erfolgte am 27. August 1978. An Bord von Sojus 31 befanden sich der Wostok-Veteran Waleri Bykowski als Kommandant, sowie Sigmund Jähn aus der DDR als Forschungskosmonaut.
Jähn war nicht nur der erste DDR-Kosmonaut, sondern auch der erste deutsche Raumfahrer überhaupt. Ähnlich wie bei Sojus 30 wurden eine Woche lang verschiedene Experimente durchgeführt. Dieses Mal war jedoch wieder der Austausch der Raumschiffe vorgesehen, weil sich Sojus 29 bereits über zwei Monate im All befand. Darum kehrten Bykowski und Jähn am 3. September mit Sojus 29 zur Erde zurück und überließen Sojus 31 der Stammbesatzung. Als Gastgeber des Besuchs von Jähn an Bord von Saljut 6 wurden  Kowaljonok und  Iwantschenkow 1978 mit dem Ehrentitel Held der DDR ausgezeichnet.

### Umkopplung
Die Systeme für das Betanken der Raumstation befanden sich am hinteren Kopplungsstutzen, der nun vom Sojus-Raumschiff belegt war. Um ein Ankoppeln eines Progress-Frachters zu ermöglichen, musste Sojus 31 vom hinteren Kopplungsstutzen an den vorderen umgesetzt werden.
Dies geschah am 7. September 1978. Kowaljonok und Iwantschenkow begaben sich in das Raumschiff, koppelten um 10:53 ab und setzten einige Hundert Meter zurück. Dann wurde die Raumstation von der Bodenstation ferngesteuert gedreht. Gegen 12:03 konnten die Kosmonauten wieder ankoppeln und die Raumstation erneut betreten. Dies war das erste Mal, dass ein Raumschiff an einer Raumstation umkoppelte. Für spätere Raumstationsbesatzungen wurde dies zur Routine.

### Progress 4
Der hintere Kopplungsstutzen wurde nun frei für den Raumfrachter Progress 4, der am 6. Oktober 1978 an Saljut 6 ankoppelte und frische Versorgungsgüter und Ausrüstung zur Raumstation brachte. Progress 4 blieb bis zum 24. Oktober angekoppelt und wurde, mit Müll beladen, abgetrennt. Am 26. Oktober erfolgte die Bremszündung, wonach der Frachter in der Erdatmosphäre verglühte.

### Landung
Gegen Ende der Mission bemerkten die Kosmonauten Unregelmäßigkeiten an den Treibstoffleitungen der Raumstation, die auf ein Leck in einem der drei Tanks schließen ließen. Die Reparatur sollte aber der nächsten Mannschaft überlassen werden.
Am 2. November 1978 begaben sich Kowaljonok und Iwantschenkow in das Raumschiff Sojus 31 und koppelten um 07:46 von Saljut 6 ab. Die Bremszündung erfolgte um 10:15:17, die Landung um 11:04:17.

## Bedeutung für das Saljut-Programm
Mit diesem Flug hatte die sowjetische bemannte Raumfahrt einen weiteren Erfolg zu verbuchen. Sowohl die Raumstation als auch die Raumschiffe und die unbemannten Versorgungsschiffe hatten problemlos gearbeitet. Das Nachtanken durch Progress-Frachter und das Austauschen der Sojus-Raumschiffe konnten die Verweilzeit einer Langzeitbesatzung erheblich steigern.
Mit 139 Tagen hatten Kowaljonik und Iwantschenkow den von ihren Vorgängern aufgestellten Langzeitrekord für eine Weltraummission um fast die Hälfte überboten. Da Kowaljonok zuvor schon mit Sojus 25 im All gewesen war, hielt er mit 141 Tagen auch den Rekord für die längste Gesamtzeit im Weltall.
Die Sowjetunion hatte damit ihre Führung gegenüber den USA weiter ausgebaut. Die NASA befand sich immer noch in der Pause zwischen dem Apollo-Programm und dem Space Shuttle. Ursprünglich war geplant gewesen, die US-Raumstation Skylab, die seit 1973 im Orbit war, mit einem der ersten Shuttle-Flüge zu besuchen und die Umlaufbahn anzuheben. Durch Verzögerungen im Shuttle-Programm konnte dies jedoch nicht durchgeführt werden, und am 19. Dezember 1978 musste die NASA bekannt geben, dass man Skylab nicht retten könne. Der Absturz erfolgte am 11. Juli 1979. Damit blieb der Betrieb einer Raumstation auf absehbarer Zeit ein Monopol der Sowjetunion.